# Victoria Pendleton
Victoria Pendleton CBE, (Stotfold, Bedfordshire, 24 de setembre de 1980) és una ciclista britànica especialista en velocitat i keirin. Considerada una de les millors de tots els temps, va aconseguir nombrosos èxits esportius, entre els quals destaquen tres medalles en els Jocs Olímpics, setze medalles en els Campionats del Món de ciclisme en pista, nou d'elles d'or, i nombroses victòries en la Copa del Món.
Ha estat reconeguda amb diferents distincions com l'Orde de l'Imperi Britànic.

## Palmarès
- 2002
  -  Campiona del Regne Unit en Velocitat
  -  Campiona del Regne Unit en 500 m.
- 2003
  -  Campiona del Regne Unit en Velocitat
  -  Campiona del Regne Unit en 500 m.
  -  Campiona del Regne Unit en Scratch
  -  Campiona del Regne Unit en Keirin
- 2004
  -  Campiona del Regne Unit en Velocitat
  -  Campiona del Regne Unit en 500 m.
- 2005
  -  Campiona del món velocitat individual
  -  Campiona del Regne Unit en Velocitat
  -  Campiona del Regne Unit en 500 m.
  -  Campiona del Regne Unit en Scratch
  -  Campiona del Regne Unit en Keirin
- 2006
  -  Campiona del Regne Unit en Velocitat
  -  Campiona del Regne Unit en 500 m.
  -  Campiona del Regne Unit en Scratch
  -  Campiona del Regne Unit en Keirin
  -  Campiona del Regne Unit en Derny
- 2007
  -  Campiona del món velocitat individual
  -  Campiona del món velocitat per equips (amb Shanaze Reade)
  -  Campiona del món keirin
  -  Campiona del Regne Unit en Velocitat
  -  Campiona del Regne Unit en 500 m.
  -  Campiona del Regne Unit en Keirin
  -  Campiona del Regne Unit en Derny
- 2008
  -  Medalla d'or als Jocs Olímpics de Pequín en Velocitat individual
  -  Campiona del món velocitat individual
  -  Campiona del món velocitat per equips (amb Shanaze Reade)
  -  Campiona del Regne Unit en Velocitat
  -  Campiona del Regne Unit en Keirin
  -  Campiona del Regne Unit en Velocitat per equips
- 2009
  -  Campiona del món velocitat individual
  -  Campiona del Regne Unit en Velocitat
  -  Campiona del Regne Unit en 500 m.
  -  Campiona del Regne Unit en Keirin
- 2010
  -  Campiona del món velocitat individual
  -  Campiona del Regne Unit en Velocitat
  -  Campiona del Regne Unit en 500 m.
  -  Campiona del Regne Unit en Keirin
- 2011
  -  Campiona d'Europa en Keirin
  -  Campiona d'Europa en Velocitat per equips (amb Jessica Varnish)
  -  Campiona del Regne Unit en Velocitat per equips
- 2012
  -  Medalla d'or als Jocs Olímpics de Londres en Keirin
  -  Medalla de plata als Jocs Olímpics de Londres en Velocitat individual
  -  Campiona del món velocitat individual

### Resultats a laCopa del Món
- 2003
  - 1a a Sydney, en Scratch
- 2004
  - 1a a Manchester, en Velocitat
- 2004-2005
  - 1a a Los Angeles, en Keirin
- 2005-2006
  - 1a a Manchester, en Velocitat
- 2006-2007
  - 1a a la Classificació general i a la prova de Manchester, en Velocitat
  - 1a a Manchester i Moscou, en Keirin
  - 1a a Manchester, en 500 m.
- 2007-2008
  - 1a a Sydney, en Keirin
  - 1a a Copenhaguen, en Velocitat per equips
- 2008-2009
  - 1a a Manchester i Copenhaguen, en Velocitat
  - 1a a Manchester, en 500 m.
  - 1a a Manchester, en Keirin
- 2009-2010
  - 1a a Manchester, en Velocitat
- 2010-2011
  - 1a a la Classificació general, en Velocitat
  - 1a a Cali, en Keirin
  - 1a a Cali, en Velocitat per equips
- 2011-2012
  - 1a a Londres, en Velocitat per equips